# لوثر إلي سميث
لوثر إلي سميث (بالإنجليزية: Luther Ely Smith)‏ هو قانوني ومحامي أمريكي، ولد في 11 يونيو 1873 في دانرز غروف في الولايات المتحدة، وتوفي في 2 أبريل 1951 في سانت لويس في الولايات المتحدة بسبب نوبة قلبية.